# Anastassija Walerjewna Charitonowa
Anastassija Walerjewna Charitonowa (russisch Анастасия Валерьевна Харитонова; englische Schreibweise Anastasia Kharitonova; * 4. März 2000) ist eine ehemalige russische Tennisspielerin.

## Karriere
Charitonowa spielte vor allem bei Turnieren der ITF Women’s World Tennis Tour, wo sie zwei Titel im Doppel gewinnen konnte.

### College Tennis
Saidenowa spielte in der Saison 2018/19 für das Damentennisteam der Gators der University of Florida und ab 2019/20 für das Team der Lady Bears der Baylor University.

## Turniersiege

### Doppel
| Nr. | Datum             | Turnier | Kategorie   | Belag             | Partnerin       | Finalgegnerinnen                      | Ergebnis            |
| --- | ----------------- | ------- | ----------- | ----------------- | --------------- | ------------------------------------- | ------------------- |
| 1.  | 23. Dezember 2017 | Antalya | ITF $15.000 | Sand              | Darja Nasarkina | Andreea Roșca Gabriela Nicole Tătăruș | 7:5, 2:6, [10:8]    |
| 2.  | 3. März 2018      | Moskau  | ITF $15.000 | Hartplatz (Halle) | Darja Nasarkina | Olga Doroschina Darja Kruschkowa      | 6:75, 7:62, [21:19] |